# Ronny Teuber
Ronny Teuber (* 1. September 1965 in Berlin) ist ein ehemaliger deutscher Fußballtorhüter.

## Spieler

### Verein
Ronny Teuber begann das Fußballspielen 1973 bei der SG Oberspree. 1975 schloss er sich dem 1. FC Union Berlin an. Dort gehörte er von der Kindermann- über die Juniorenmannschaft, für deren Oberligakader 1983/84 Teuber in seinem letzten Jahr im Nachwuchs gemeldet worden war, bis zur Erstligaelf, in der der Torsteher jedoch nie in der höchsten DDR-Spielklasse zum Einsatz kam, über ein Jahrzehnt zu den Akteuren des Ost-Berliner Fußballclubs.
Sein erstes Punktspiel für die 1. Mannschaft bestritt er am 19. August 1984 im Auswärtsspiel gegen die BSG Aktivist Schwarze Pumpe in der zweitklassigen Liga. Im Spieljahr 1984/85 stand er insgesamt in 22 Partien zwischen den Pfosten. Am Saisonende erreichte er mit Union als Sieger der Staffel A den Aufstieg in die ostdeutsche Eliteliga. Dort debütierte er 1985/86 aber nach einem Wechsel an die Ostseeküste im Trikot des FC Hansa Rostock, für den er insgesamt neun Oberliga-Spiele bestritt, bei der 3:4-Auswärtsniederlage gegen seine spätere Gemeinschaft Dynamo Dresden am 31. August 1985.
Im Winter 1985/86 kehrte er nach Ost-Berlin zurück und kam als Akteur des 1. FC Union im April 1986 zum ersten seiner 15 Einsätze in der U-21 Nationalmannschaft der DDR. Im Sommer 1986 wechselte Teuber nach dem Ausscheiden von Bernd Jakubowski und Jens Ramme zur SG Dynamo Dresden, bei der er umgehend zum Stammtorhüter wurde. In den Spielzeiten 1988/89 und 1989/90 gewann Teuber mit Dynamo die DDR-Fußballmeisterschaft. Zusätzlich zu seiner sportlichen Karriere begann er ein Studium der Sportwissenschaften an der Uni Leipzig. Hier machte er seinen Abschluss zum Diplom-Sportlehrer. Im Europapokal absolvierte er 18 Matches für die Sachsen. In der Bundesliga kam der Torwart einmal für die Dresdner Dynamos zum Einsatz, nachdem er sich nach der letzten eigenständigen Saison des ostdeutschen Fußballs mit dem Posten des Reservemannes hinter René Müller begnügen musste: Am 34. Spieltag der Saison 1992/93 wurde er zur Halbzeit für Müller bei der 0:2-Auswärtsniederlage gegen den 1. FC Kaiserslautern eingewechselt.
1994, nachdem ein Vertrag mit dem Bundesligisten Hamburger SV nicht zu Stande gekommen war, wechselte Teuber zu Borussia Dortmund. Ab 1996 spielte er für den FC Gütersloh und schaffte mit der Mannschaft den Meistertitel und somit den Aufstieg in die 2. Bundesliga. 1997 folgte eine Verpflichtung bei der SpVgg Greuther Fürth. Bei den Franken blieb er, mit Ausnahme einer Ausleihe zum 1. FC Köln im 1. Halbjahr 2000, bis zum Spieljahr 2001/02.

### Auswahleinsätze
Mit der U-21-Auswahl des DFV trat er in der Qualifikation für die Nachwuchs-EM 1988 an. Teuber, der zwischen 1986 und 1988 insgesamt in 15 Begegnungen für diese Vertretung im Tor stand, und seine Teamkollegen konnten sich als Zweiter der Gruppe 3 nicht für das Viertelfinale des Wettbewerbs qualifizieren.
Am 26. Januar 1990 absolvierte Teuber ein Länderspiel für die DDR-A-Nationalmannschaft. Es war ein Freundschaftsspiel gegen Kuwait in der Stadt Kuwait. Die DDR gewann 2:1.

## Trainer
Ab 2002 übernahm Teuber den Posten des Torwarttrainers bei der SpVgg Greuther Fürth unter Trainer Eugen Hach. Ab November 2003 fungierte er dann als Torwarttrainer beim Hamburger SV – anfänglich unter Trainer Klaus Toppmöller, später unter Thomas Doll. Mit der Entlassung von Doll Anfang Februar 2007 trennte sich der HSV auch von Teuber.
Im März 2007 übernahm Teuber die Stelle des Co-Trainers bei Borussia Dortmund erneut unter Trainer Thomas Doll. Im DFB-Pokal 2007/08 erreichte er mit Dortmund das DFB-Pokal-Finale gegen FC Bayern München, das Dortmund mit 1:2 nach Verlängerung verlor. Mit der Entlassung von Doll im Juni 2008 wurde Teuber vom Verein freigestellt, stand aber noch in der Saison 2008/09 auf der Gehaltsliste der Borussia.
Im Anschluss war Teuber Torwarttrainer bei der deutschen U-17 Nationalmannschaft.
Im Juni 2010 kehrte Teuber als Torwarttrainer zum Hamburger SV zurück und trat die Nachfolge von Claus Reitmaier an, dessen Vertrag im Sommer 2010 auslief. Am 16. September 2014 wurde er zusammen mit dem kompletten Trainer-Team beim HSV entlassen und durch Stefan Wächter ersetzt.
Ab Sommer 2016 arbeitete Teuber beim FC Wil 1900 als Torhütertrainer. Als Nachfolger von Martin Rueda übernahmen der gebürtige Berliner im Dezember desselben Jahres die Position des Cheftrainers, die er bis März 2017 ausfüllte.
Bis Sommer 2021 war Teuber Torwarttrainer bei Eintracht Braunschweig.

## Erfolge
- DDR-Meister: 1989, 1990
- Pokalsieger der DDR: 1990
- UEFA-Pokal-Halbfinale: 1988/89